# لوحة الصداع
لوحة الصداع (بالفرنسية: Gueule de Bois)، والمعروفة أيضًا باسم "السكيرة" (بالفرنسية: La Buveuse)، هي لوحة زيتية على قماش تعود إلى أواخر ثمانينيات القرن التاسع عشر للفنان الفرنسي أنري تولوز لوترك. تم إنجاز هذه اللوحة قبل أن يحقق الفنان نجاحه الكبير. تظهر امرأة مخمورة تشرب وحدها في نادٍ، مما يعكس الثقافة المضادة في مونمارتر وشبح إدمان الكحول بين النساء الفرنسيات خلال فترة البيل إيبوك (Belle Époque).
كانت العارضة في هذه اللوحة هي الفنانة سوزان فالادون، حبيبة تولوز-لوترك. وفي أوائل ثمانينيات القرن التاسع عشر، وبعد سقوطها من أرجوحة السيرك في سن الخامسة عشرة وإصابتها في الظهر، بدأت فالادون العمل كعارضة فنية في مونمارتر. وعلى الرغم من أنها كانت ترسم طوال حياتها، إلا أنها بدأت بعد ذلك مسيرتها المهنية كفنانة، وأصبحت أول امرأة رسامة يتم قبولها في الجمعية الوطنية للفنون الجميلة (Société Nationale des Beaux-Arts).
كان المغني الفرنسي في الكاباريه وصاحب النادي الليلي أريستيد بروان مصدر إلهام يُعتقد أنه أثّر على تطوير اللوحة وربما على اختيار عنوانها. استلهم لوتريك تقنيته الفنية بشكل غير مباشر من نظرية الألوان للمدرسة الانطباعية الجديدة، بالإضافة إلى تأثره بأسلوب زميله وصديقه في مدرسة الفن، فنسنت فان غوخ. مرّ العمل بعدة مراحل تمهيدية شملت دراسات ورسمة بالحبر والطباشير، نُشرت لاحقًا في صحيفة البريد ا الفرنسي Le Courrier français عام 1889. كان لوتريك يعاني من ألم جسدي بسبب اضطراب جيني يُعتقد أنه السبب في إعاقته، مما دفعه للإفراط في شرب الكحول. كما أسهمت عاداته، مثل التردد على بيوت الدعارة وإصابته بمرض الزهري، في تدهور صحته ووفاته المبكرة عن عمر ناهز 36 عامًا.
كان العمل معروضًا بشكل دائم في لو ميرليتون خلال أواخر ثمانينيات وأوائل تسعينيات القرن التاسع عشر. عُرض لأول مرة في الولايات المتحدة في معرض آرموري عام 1913. يُحتفظ باللوحة حاليًا في متحف فوغ، بينما توجد الدراسة والرسم في متحف تولوز-لوتريك.
تُعتبر لوحة الثمالة واحدة من عدة أعمال لتولوز لوتريك تُبرز سوزان فالادون، وتشمل أيضًا:
- ماريا الحامل (1884) المحفوظة في متحف فون دير هايدت.
- بورتريه سوزان فالادون (1885) في متحف الفنون الجميلة الوطني.
- بورتريه الرسامة سوزان فالادون (1885) في متحف نيو كارلسبيرغ غليبتوتيك.
- بودرة الأرز (1887) في متحف فان غوخ.

## خلفية

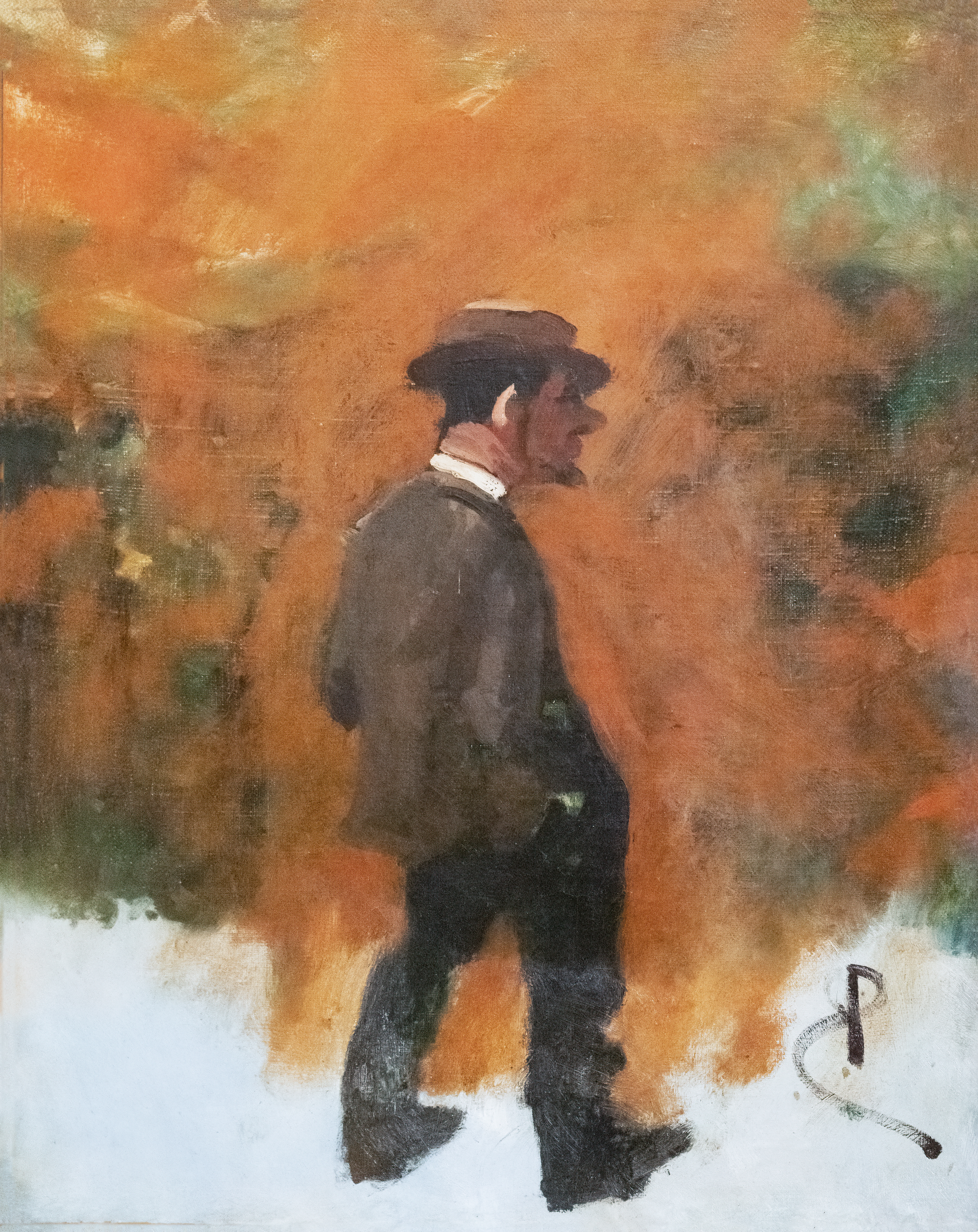
هنري دي تولوز لوتريك في التاسعة عشرة (1883) لرينيه برينستو

هنري دو تولوز-لوتريك (1864–1901) كان ينتمي إلى عائلة أرستقراطية لها صلة بحكام مقاطعة تولوز. وُلد في مدينة ألبي بجنوب فرنسا، وانفصل والداه عندما كان صغيرًا، لينتقل لاحقًا إلى باريس مع والدته. عانى لوتريك من إعاقة يُعتقد أنها ناتجة عن اضطراب جيني يُعرف باسم بيكنوديسوستوزيس (تعظم تغلظي). وُلد لوتريك لأبوين كانا أبناء عمومة، مما أثار التكهنات بأن مشاكله الصحية نتجت عن زواج الأقارب. بينما استمر جذعه في النمو كشخص بالغ، بقيت ساقاه بحجم طفولي، مما اضطره لاستخدام عصا للمشي، وكان يمشي منحنياً، ما جعله عرضة للتعليقات الساخرة حول مظهره.
قام والده بتعيين الفنان الأصم والأبكم رينيه برنسيتو كمدرب فنون له في سنوات مراهقته. تعلم لوتريك الرسم عن طريق تقليد أعمال برنسيتو، التي ركزت في الغالب على الرياضة، الصيد، والخيول. ساعد برنسيتو لوتريك على الالتحاق باستوديو باريس التابع لـ ليون بونات في سن السابعة عشرة، حيث تلقى تدريبه كرسام تحت إشراف بونات وفرناند كورمون.
في أوائل إلى منتصف ثمانينيات القرن التاسع عشر، استقر لوتريك في مونمارتر، حيث انتقل لأول مرة إلى 19 بيس شارع بيير فونتين حوالي عام 1884، ثم عاد إلى وحدة أخرى في نفس المبنى في عام 1887. عُرفت مونمارتر بارتباطها بالفنون منذ عهد الملك لويس السادس في القرن الثاني عشر، الذي كان راعياً بارزاً للفن.
جذبت فرص العمل وانخفاض الإيجارات العديد من الناس إلى المنطقة. وفي أواخر القرن التاسع عشر، كانت مونمارتر موطناً لـ"تجار صغار، فنانين استعراضيين، مجرمين صغار، بائعات هوى، فنانين... أشخاص من أصول إسبانية وفلمنكية وحتى شمال فرنسية... عمال فقراء، مصلحي المراتب، مؤديي السيرك... عمال المصانع، الخياطات، مغسلات الملابس، والحرفيين".
بين عامي 1884 و1889، قامت الغسّالة الفرنسية كارمن غودان بالعمل كعارضة لدى تولوز-لوتريك لما يقرب من 15 لوحة. وفي أواخر ثمانينيات القرن التاسع عشر، بدأ لوتريك العمل على سلسلة من اللوحات الكبيرة المستوحاة من سيرك فيرناندو، وهو سيرك فرنسي شهير في مونمارتر. قام صديقه وزميله، الرسام الإيطالي الانطباعي فيديريكو زاندومينيغي (1841–1917)، بتوصية لوتريك بعارضته الخاصة، ماري-كليمونتين فالادون، التي بدأت العمل كعارضة فنية بعد إصابتها أثناء عملها كفنانة ترابيز في السيرك في سن الخامسة عشرة.
في نفس الفترة، افتتح صاحب النادي الليلي أريستيد بروان كاباريه لو ميرليتون عام 1885، الذي أصبح مكاناً يلتقي فيه كل من فالادون ولوتريك. أخذ لوتريك بنصيحة زاندومينيغي واستعان بفالادون لتكون عارضة لإحدى لوحاته المستوحاة من السيرك، والتي توسع لاحقًا لتصبح سلسلة أكبر. في أعمال السيرك الخاصة بلوتريك، تظهر فالادون وهي تمتطي حصانًا جانبيًا وتستعد للقفز عبر طوق يحمله مهرج.
عُرضت هذه اللوحات بشكل بارز في مولان روج وأثرت بشكل كبير لدرجة دفعت فنانيًا مثل جورج سورا (1859–1891)، وبيير بونار (1867–1947)، وبابلو بيكاسو (1881–1973) إلى تجربة رسم مشاهد مشابهة تكريمًا لتأثير لوتريك. بحلول ذلك الوقت، كانت فالادون قد عملت بالفعل كعارضة لـبيير بوفيس دي شافان وبيير أوغست رينوار.
اشتهر لوتريك بمحاكاة ساخرة للوحة بوفيس الشهيرة البستان المقدس، محبوب الفنون والموسيقى. وكما اتضح، كانت فالادون هي العارضة الأصلية لمعظم الشخصيات في تلك اللوحة. وفقًا لعالمة الاجتماع جانيت إم. سي. بيرنز من جامعة نيو برونزويك، فإن "تولوز-لوتريك كان أول من شجع فالادون على تطوير فكرها ومهاراتها الفنية". كان لوتريك أول من اشترى إحدى لوحاتها، وهو أيضًا من اقترح عليها تغيير اسمها من ماري إلى سوزان.

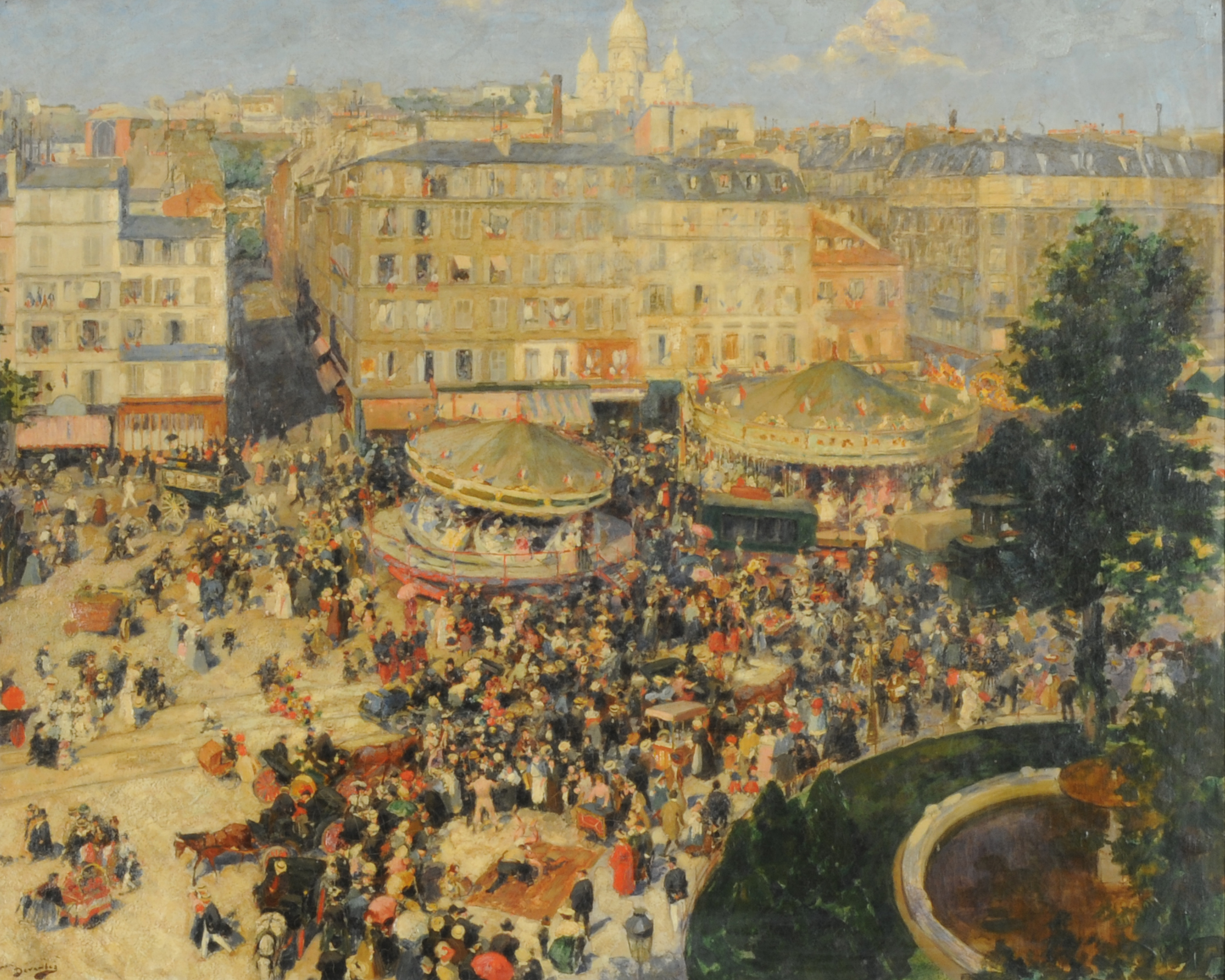
ساحة بيجال، مونمارتر السفلى

## تطوير
صداقة تولوز-لوتريك مع المغني وصاحب النادي الليلي أريستيد بروان يُعتقد أنها أثرت في تطوير لوحته الثمالة. استكشف لوتريك في العديد من أعماله موضوع النساء اللاتي يشربن بمفردهن في المقاهي، وهو موضوع كان شائعًا في ذلك الوقت ومُستمدًا بشكل مباشر من أغاني بروان الواقعية التي تناولت حياة النساء الفقيرات من الطبقة العاملة، وغالبًا كن نادلات أو عاملات جنس، وفي كثير من الأحيان كلتا المهنتين.
تشمل هذه الأعمال الانتظار (حوالي 1887) وإلى الباستيل (جان وينز) (1888)، وهما بورتريهات رسمها لوتريك استنادًا إلى أغاني بروان التي تناولت نفس الموضوع. وبينما تناقش لوحة الثمالة نفس الموضوعات الموجودة في لوحات لوتريك السابقة المستوحاة من أغاني بروان، وكانت واحدة من عشرة أعمال عُرضت بشكل دائم في نادي بروان الليلي، إلا أن هناك جدلاً حول ما إذا كانت اللوحة مستوحاة من أغنية معينة أو إذا كان بروان هو من أطلق عليها هذا العنوان.
تتخذ مؤرخة الفن غايل ب. موراي موقفًا متشككًا، حيث كتبت: "على الرغم من أنه لم يكن هناك ارتباط مباشر بين اللوحة وكلمات أي من أغاني بروان، إلا أن تصويرها للانحلال الكحولي واليأس كان يتماشى مع مفردات كاتب الأغاني". من جهة أخرى، يرى فري أن بروان كان على الأرجح هو من منح اللوحة عنوانها.

## وصف
تجلس امرأة وحيدة داخل مقهى عند إحدى الطاولتين الدائريتين القريبتين من عمود، مستندة بمرفقيها على الطاولة. تظهر المرأة من الجانب، وتخفي أذنها وجبهتها بشعرها المربوط في كعكة عند رقبتها. أمامها كأس نبيذ شبه فارغ وزجاجة نصف ممتلئة بجواره. تبدو شاحبة أو متعبة، وتعالج آثار الثمالة بشرب المزيد من النبيذ. قميصها الأبيض يشير إلى أنها امرأة من الطبقة العاملة، ويرجح أنها كانت تعمل كعاهرة.
على مدار تاريخها، عُرفت اللوحة بعدة عناوين. عندما بيعت لأول مرة كجزء من مجموعة موريس ماسون في عام 1911، ظهرت تحت اسم La Buveuse (Gueule de Bois). في معرض آرموري عام 1913، وهو أول معرض كبير للفن الحديث في الولايات المتحدة، عُرضت اللوحة بعنوان امرأة جالسة على طاولة. وفي كتالوجه الشامل لعام 1969، أشار الكاتب غابرييل ماندل إلى العمل تحت عنوان الصباح التالي أو امرأة تشرب.

## الملاحظات والمراجع
ملحوظات
.
مراجع
1. ↑   https://harvardartmuseums.org/collections/object/229060. {{استشهاد ويب}}: |url= بحاجة لعنوان (مساعدة) والوسيط |title= غير موجود أو فارغ (من ويكي بيانات) (مساعدة)
2. 1 2   https://www.harvardartmuseums.org/collections/object/229060. اطلع عليه بتاريخ 2024-08-24. {{استشهاد ويب}}: |url= بحاجة لعنوان (مساعدة) والوسيط |title= غير موجود أو فارغ (من ويكي بيانات) (مساعدة)
3. ↑  Harris, James C. (August 2005) "The Hangover (Gueule de Bois)". Arch Gen Psychiatry. 62 (8):824. دُوِي:10.1001/archpsyc.62.8.824. نسخة محفوظة 2025-01-25 على موقع واي باك مشين.
4. ↑  Hewitt, Catherine (2017). Renoir's Dancer: The Secret Life of Suzanne Valadon. New York: St. Martin's Press. (ردمك 9781250157645). 1026408741.
5. 1 2 3  Mack, Gerstle (1953)[1938]. Toulouse-Lautrec. New York: A.A. Knopf. pp. 42–63; 70–73. 508424882.
6. ↑  Courtois de Viçose, Alexandra (2022). "Deaf gain: Toulouse-Lautrec's early training with Rene Princeteau". In Ann Millett-Gallant and Elizabeth Howie (Ed.). Disability and Art History from Antiquity to the Twenty-First Century. Routledge. pp. 123–139. (ردمك 9781003048602). نسخة محفوظة 2022-05-15 على موقع واي باك مشين.
7. ↑  Roe, Sue (2015). In Montmartre: Picasso, Matisse and Modernism in Paris 1900–1910. New York: Penguin Press. p. 15. (ردمك 9780698192232). 906826043.
8. 1 2  Stuckey, Charles F. (1979). Toulouse-Lautrec: Paintings Chicago: Art Institute of Chicago. pp. 124–133. 1412673781.
9. ↑  Varriano, John (2010). Wine: A Cultural History. Reaktion Books. pp. 194–203. (ردمك 9781861897909). 723945847.
10. ↑  Henze, Anton. (1982). Henri De Toulouse-Lautrec: Leben Und Werk. Stuttgart: Belser. pp. 24–25, 29, 36, 86. (ردمك 3763019162). 12082450.
11. ↑  Chadwick, Whitney (2020)[1990]. Women, Art, and Society. 6th Ed. London: Thames and Hudson. pp. 294–295. (ردمك 9780500775950). 1256679702.
12. ↑  Sweetman, David (1999). Toulouse-Lautrec and the Fin-De-Siécle. London: Hodder & Stoughton. pp. 163–166. (ردمك 0340607483). 41659974.
13. ↑  Burns, Janet (1991–1992). "Looking as Women: The Paintings of Suzanne Valadon, Paula Modersohn-Becker and Frida Kahlo". Atlantis 18 (1&2): 25–46. نسخة محفوظة 2024-02-22 على موقع واي باك مشين.
14. ↑  Storm, John (1958). The Valadon Drama: The Life of Suzanne Valadon. New York: Dutton. p. 20, 73–79. 988270982.
15. ↑  Murray, Gale Barbara. (1991). Toulouse-Lautrec: The Formative Years, 1878–1891. Clarendon Studies in the History of Art. New York: Clarendon Press; Oxford University Press. pp. 163–165, 248, 265. (ردمك 0198175051). 1245902070.
16. 1 2 3  Frey, Julia (1994). Toulouse-Lautrec: A Life. New York: Viking. pp. 232–241. (ردمك 067080844X). 30543728.
17. ↑  Musée Toulouse-Lautrec (1973). Musée Toulouse-Lautrec: Catalogue. Palais de la Berbie. Coopérarative du Sud-Ouest, Albi. pp. xxiii, 122–123. 1414439702.
18. 1 2  O'Brian, John (1988). Degas to Matisse: The Maurice Wertheim Collection. New York: Harry N. Abrams and the Fogg Art Museum. pp. 30, 81–83, 146, 154. (ردمك 0916724654) 16472619.
19. ↑  Joyant, Maurice (1927). Henri de Toulouse-Lautrec 1864–1901. Dessins, estampes, affiches. Paris: H. Floury. pp. 25, 260, 274.23404597.
20. ↑  Brown, Milton W. (1963). The Story of the Armory Show. Greenwich, Conn: Joseph H. Hirshhorn Foundation. pp. 252, 294. 1151349835.
21. ↑  Sugana, G. M. (1987)[1969]. The Complete Paintings of Toulouse-Lautrec. Penguin Books. p. 101. 1148609392.

## روابط خارجية
- The Hangover (سوزان فالادون) في متحف فوج .